# 클라라 히틀러

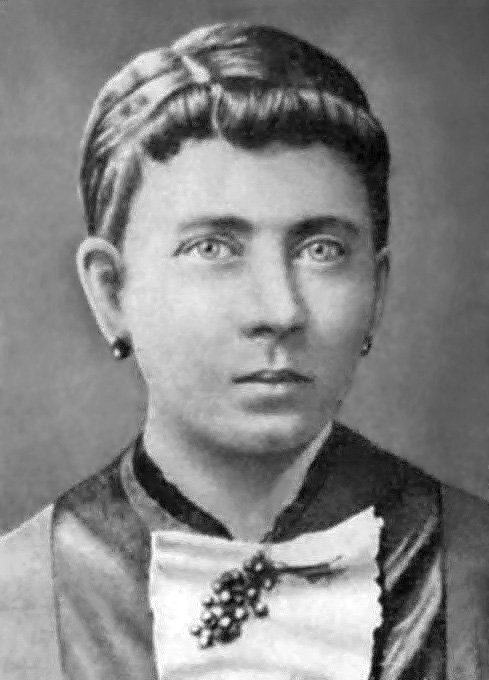
클라라 히틀러

클라라 히틀러(독일어: Klara Hitler, 혼전성
푈츨 (Poelzl), 1860년 8월 12일 ~ 1907년 12월 12일)는 아돌프 히틀러의 어머니로, 알로이스 히틀러의 3번째이자 마지막 부인이다.

## 생애
클라라 히틀러는 오스트리아 슈피탈에서 요한나 히들러와 요한 밥티스트 푈츨(독일어: Johann Baptist Poelzl)사이에서 클라라 푈츨이라는 이름으로 태어났으며, 알로이스 히틀러와의 관계는 외당숙이었다. 클라라는 세례받은 후 평생동안 정기적으로 성당에 다닌 가톨릭교도였다. 클라라는 1876년 16살때 알로이스의 가정부로 알로이스를 처음 만났으며, 알로이스의 두 번째 부인인 프란지스카 마첼베르거가 죽은 후인 1885년 1월 7일 결혼했다. 알로이스가 살아 있을 때에 클라라는 알로이스에게 자주 폭언을 듣고 폭력을 당했으며, 네 자식이 모두 죽었다. 그래서 클라라는 남은 두 자식인 파울라 히틀러와 아돌프 히틀러에게 많이 의지했고, 파울라와 아돌프도 마찬가지였다.
1903년 그녀의 남편인 알로이스 히틀러가 사망했을 때 그녀와 두 아이들인 파울라와 아돌프는 정부의 지원금으로 충분히 생활을 할 만한 미망인 연금을 지속적으로 받게 되었고 오스트리아 정부의 공공 맨션에서 거주하게 되었으므로 재정상에 대한 문제는 없었다.
클라라는 알로이스가 죽은 지 4년 후, 유방암을 치료하기 위한 요오드포름 중독으로 오스트리아 린츠에서 47세의 나이로 1907년 12월 12일 파울라 히틀러와 아돌프 히틀러 옆에서 사망하게 되었다. 히틀러 전기작가 브래들리 스미스는 클라라에 대해 "상당히 큰, 그녀의 남편만큼 키가 커서 거의 비슷했으며, 암갈색의 머리와 이목구비가 또렷한" 여성이었다고 묘사하고 있다.
클라라는 히틀러가 유일하게 진심으로 사랑한 여성이라고 할 정도로 히틀러는 클라라를 대단히 보살폈고 사랑했으며, 클라라의 병세가 위독해지자 히틀러는 빈에서 린츠로 돌아와 12월 12일 사망하기 전까지 모든 일을 팽개치우고 오직 그녀의 간호에만 신경을 썼을 정도였다. 히틀러는 클라라를 끝까지 간호해 준 당시 클라라의 의사이자 가족의 전문 주치의였던 유대인 에드바르트 블로흐를 고맙게 여겼으며, 실제로 히틀러는 1935년 오스트리아 합병 당시 독일군에게 이례적인 엄명을 내려 유대인 의사였던 에드바르트 블로흐를 안전하게 프랑스로 떠날 수 있게 하였다. 에드바르트 블로흐는 1941년 자신이 출간한 저서에 이렇게 적은 바 있다.
나는 그때까지 임종을 지켜본 적이 많았지만, 아돌프 히틀러만큼 슬픔 때문에 그렇게 기진맥진해 있는 사람을 본 적은 없었다.— 에드바르트 블로흐, 나의 환자 히틀러(My Patient Hitler)

히틀러는 나의 투쟁에서 다음과 같이 이를 언급하고 있다.
...내겐 특히 큰 충격이었다. 난 아버지를 존경했지만 어머니를 사랑하고 있었기 때문이다.— 히틀러, 《나의 투쟁》 제 1부 <민족주의적 세계관> 제1장 <생가에서> 의 소제목 <양친의 죽음>

파울라 히틀러도 마찬가지로 어머니를 “사랑스럽고 아주 부드러운 상냥한 사람”으로 회술했고, 클라라는 히틀러가 진정으로 사랑한 유일한 여자라고 말한 바 있다.
그런데 히틀러의 간호에 대해서도 두 가지 추측이 있다. 하나는 어머니가 장기간 병상에 누워 있다가 조금 나아졌을 때 빈의 미술대학에 응시하였고 입시에 실패한 다음에도 빈에 머물러 있었다는 점을 들어 에칭거는 히틀러가 어머니의 임종을 지켜볼 수 없었으며 장례식 때나 비로소 나타났다는 설과 임종까지 정성스럽게 간호했다는 아우구스트 쿠비체크와 마저의 설이 있다. 여기서 에드바르트 블로흐의 주장은 히틀러가 클라라를 끝까지 간호했다는 것을 더 확실히 입증시켜주고 있는 듯 하다.

## 같이 보기
- 히틀러가

### 참고 문헌
- 아돌프 히틀러, 서석연 옮김, 《나의 투쟁》 (범우사, 1996)
- 요아힘 C. 페스트, 안인희 옮김 《히틀러 평전》 (Verlag Ullstein, 1973, 푸른숲, 1998)
- 베르너 마저, 《Hitler: Legend, Myth and Reality》 (Penguin Books Ltd, 1973)